# Досконала кон'юнктивна нормальна форма
Досконалою кон’юнктивною нормальною формою (ДКНФ) булевої функції називається кон’юнкція тих конституент нуля, які перетворюються в нуль на тих самих наборах змінних, що й задана функція. 
Також по аналогії з ДДНФ,  будь-яка булева функція має одну ДКНФ (кількість її членів дорівнює кількості нульових значень функції) і декілька КНФ.  
Можна навести такі властивості ДКНФ, що виділяють її з усіх КНФ: 
- в ній немає однакових співмножників;
- жоден із співмножників не містить двох однакових доданків;
- жоден із співмножників не містить якої-небудь змінної разом з її запереченням;
- в кожному окремому співмножнику є як складова або змінна xi, або її заперечення для будь-якого i=1,2,…,n.

## Приклад знаходження ДКНФ
Для того, щоб отримати ДКНФ функції, потрібно скласти її таблицю істинності. Наприклад, візьмемо одну з таблиць істинності з статті Метод Куайна:
| {\displaystyle \mathbf {x_{1}} } | {\displaystyle \mathbf {x_{2}} } | {\displaystyle \mathbf {x_{3}} } | {\displaystyle \mathbf {x_{4}} } | {\displaystyle \mathbf {f} ({x_{1}},{x_{2}},{x_{3}},{x_{4}})} |
| -------------------------------- | -------------------------------- | -------------------------------- | -------------------------------- | ------------------------------------------------------------- |
| 0                                | 0                                | 0                                | 0                                | 1                                                             |
| 0                                | 0                                | 0                                | 1                                | 1                                                             |
| 0                                | 0                                | 1                                | 0                                | 1                                                             |
| 0                                | 0                                | 1                                | 1                                | 0                                                             |
| 0                                | 1                                | 0                                | 0                                | 0                                                             |
| 0                                | 1                                | 0                                | 1                                | 0                                                             |
| 0                                | 1                                | 1                                | 0                                | 1                                                             |
| 0                                | 1                                | 1                                | 1                                | 0                                                             |
| 1                                | 0                                | 0                                | 0                                | 0                                                             |
| 1                                | 0                                | 0                                | 1                                | 0                                                             |
| 1                                | 0                                | 1                                | 0                                | 0                                                             |
| 1                                | 0                                | 1                                | 1                                | 0                                                             |
| 1                                | 1                                | 0                                | 0                                | 0                                                             |
| 1                                | 1                                | 0                                | 1                                | 0                                                             |
| 1                                | 1                                | 1                                | 0                                | 1                                                             |
| 1                                | 1                                | 1                                | 1                                | 1                                                             |

В комірках стовпця {\displaystyle \mathbf {f} ({x_{1}},{x_{2}},{x_{3}},{x_{4}})} відмічаються лишень ті комбінації, які приводять логічний вираз до нуля.
Наприклад, четвертий рядок містить 0 в даній комірці {\displaystyle \mathbf {f} ({x_{1}},{x_{2}},{x_{3}},{x_{4}})}
- {\displaystyle \mathbf {x_{1}} } = 0
- {\displaystyle \mathbf {x_{2}} } = 0
- {\displaystyle \mathbf {x_{3}} } = 1
- {\displaystyle \mathbf {x_{4}} } = 1

В диз'юнкцію змінна записується без інверсії, якщо в наборі вона дорівнює 0, і з інверсією, якщо вона дорівнює 1.
Перший член ДКНФ даної функції має такий вигляд: {\displaystyle {x_{1}}\vee } {\displaystyle {x_{2}}\vee } {\displaystyle {\overline {x_{3}}}} {\displaystyle \vee } {\displaystyle {\overline {x_{4}}}}
Всі інші члени ДКНФ складаються по аналогії і тоді отримується наступна ДКНФ:
{\displaystyle ({x_{1}}\lor {x_{2}}\lor {\overline {x_{3}}}\lor {\overline {x_{4}}})\land ({x_{1}}\lor {\overline {x_{2}}}\lor {x_{3}}\lor {x_{4}})\land ({x_{1}}\lor {\overline {x_{2}}}\lor {x_{3}}\lor {\overline {x_{4}}})\land ({x_{1}}\lor {\overline {x_{2}}}\lor {\overline {x_{3}}}\lor {\overline {x_{4}}})\land }
{\displaystyle ({\overline {x_{1}}}\lor {x_{2}}\lor {x_{3}}\lor {x_{4}})\land ({\overline {x_{1}}}\lor {x_{2}}\lor {x_{3}}\lor {\overline {x_{4}}})\land ({\overline {x_{1}}}\lor {x_{2}}\lor {\overline {x_{3}}}\lor {x_{4}})\land ({\overline {x_{1}}}\lor {x_{2}}\lor {\overline {x_{3}}}\lor {\overline {x_{4}}})\land }
{\displaystyle ({\overline {x_{1}}}\lor {\overline {x_{2}}}\lor {x_{3}}\lor {x_{4}})\land ({\overline {x_{1}}}\lor {\overline {x_{2}}}\lor {x_{3}}\lor {\overline {x_{4}}})}